# Jurinia chrysiceps
Jurinia chrysiceps är en tvåvingeart som först beskrevs av Robineau-desvoidy 1830.  Jurinia chrysiceps ingår i släktet Jurinia och familjen parasitflugor. Inga underarter finns listade i Catalogue of Life.